# 维奥莱塔·比达
维奥莱塔·弗拉基米罗夫娜·比达（俄語：Виолетта Владимировна Бида，1994年3月18日—），旧姓赫拉皮娜（Храпина），俄罗斯女子击剑运动员，2019年欧洲锦标赛女子重剑团体银牌得主、2019年世界锦标赛女子重剑团体银牌得主。丈夫谢尔盖·比达同样是击剑运动员。